# Калейдоскоп

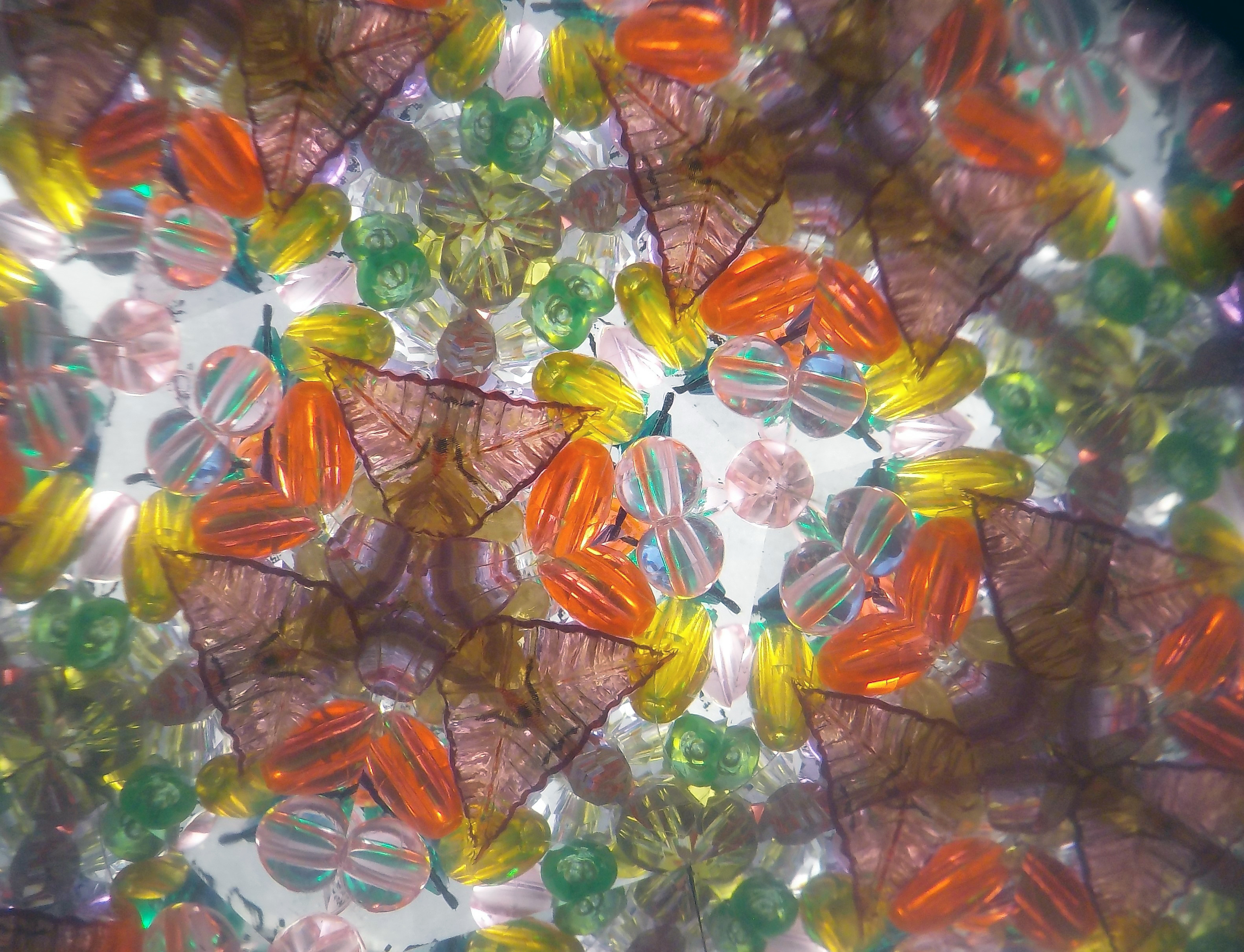
Узор в равносторонней призме

Калейдоско́п (англ. kaleidoscope, от греч. kalos — красивый, eidos — вид, scopeō — смотрю) — оптический прибор для рассматривания разноцветных симметричных узоров. В основном используется как игрушка.

## История
Прибор изобретён английским физиком Дэвидом Брюстером в ходе экспериментов с поляризацией света, проводимых им в 1814—1815 годах. В июле 1817 года Брюстер запатентовал своё изобретение и вскоре заключил соглашение с Филипом Карпентером на производство калейдоскопов. За первые три месяца в Англии и во Франции было продано более двухсот тысяч этих изделий. Предприятие Карпентера не справлялось с огромным спросом на них, поэтому Брюстеру пришлось дополнительно привлекать множество других производителей.

В июне 1818 года в российском журнале «Благонамеренный» баснописец Александр Измайлов так отзывался о новом приборе:

Не только в стихах, но и в прозе невозможно описать того, что видишь в калейдоскопе… Какие прелестные узоры! Ах, если бы можно было вышивать их по канве! Но где взять таких ярких шелков? Вот самое приятное занятие от безделья и от скуки! Гораздо лучше смотреть в калейдоскоп, нежели раскладывать гранд-пасьянс.
Там же Измайлов упоминает об «императорском физико-механике» Антоне Роспини, изготавливающим и продающим калейдоскопы в России.

## Конструкция
Калейдоскоп представляет собой тубус длиной 20—25 см и диаметром 34—45 мм. Задний конец тубуса закрыт матовым рассеивающим стеклом. Между ним и другим прозрачным стеклом находится пространство (отсек) шириной около 5 мм, заполненное легко перемещающимися прозрачными цветными кусочками из стекла или пластмассы произвольной формы. Толщина кусочков подбирается таким образом, чтобы они не перекрывали друг друга, то есть размещались в отсеке одним слоем.
Далее располагается призма — трёхгранная трубка из 2—3 продолговатых прямоугольных зеркал, склеенных отражающей поверхностью внутрь. Вместо третьего зеркала используется стекло с чёрной матовой поверхностью. В призме должны использоваться оптические зеркала с верхним отражающим слоем, так как при использовании обычных зеркал с отражающим слоем под стеклом, изображение будет размытым из-за многократных отражений от одного и того же зеркала.
Завершает конструкцию смотровое отверстие. В калейдоскопах с равносторонней призмой оно обычно круглое, диаметром 10—12 мм, в калейдоскопах с другими видами призм может точно или примерно повторять контур треугольного отверстия призмы. В смотровое отверстие калейдоскопов длиной менее 20 см может устанавливаться увеличительное стекло для облегчения фокусировки на близкорасположенном изображении.
Направляя калейдоскоп на источник света и вращая его в руках в нём отображаются звёздообразные узоры, создаваемые отражениями цветных кусочков в призме.
Для удобства использования калейдоскопа и придания ему других положительных качеств, тубус изготавливают таким образом, чтобы отсек с цветными кусочками можно было вращать отдельно от остальной части калейдоскопа. Это позволяет держать его у глаза неподвижно, даёт возможность влиять на характер образования звёзд за счёт регулирования положения отверстия призмы относительно перемещающихся кусочков, и делает изображение в калейдоскопе неподвижным, без вращения звёзд по кругу. Последние два свойства особенно актуальны для двухзеркальных и подобных им трёхзеркальных калейдоскопов, где основное внимание направлено на центральную звезду, образующуюся только в одном углу призмы.
На основе калейдоскопа создан прибор под названием телейдоскоп (от греч. tēle — далеко), в котором узоры создаются не из набора цветных кусочков, а из фрагментов окружающего пространства, куда направляется телейдоскоп.

## Математика калейдоскопа

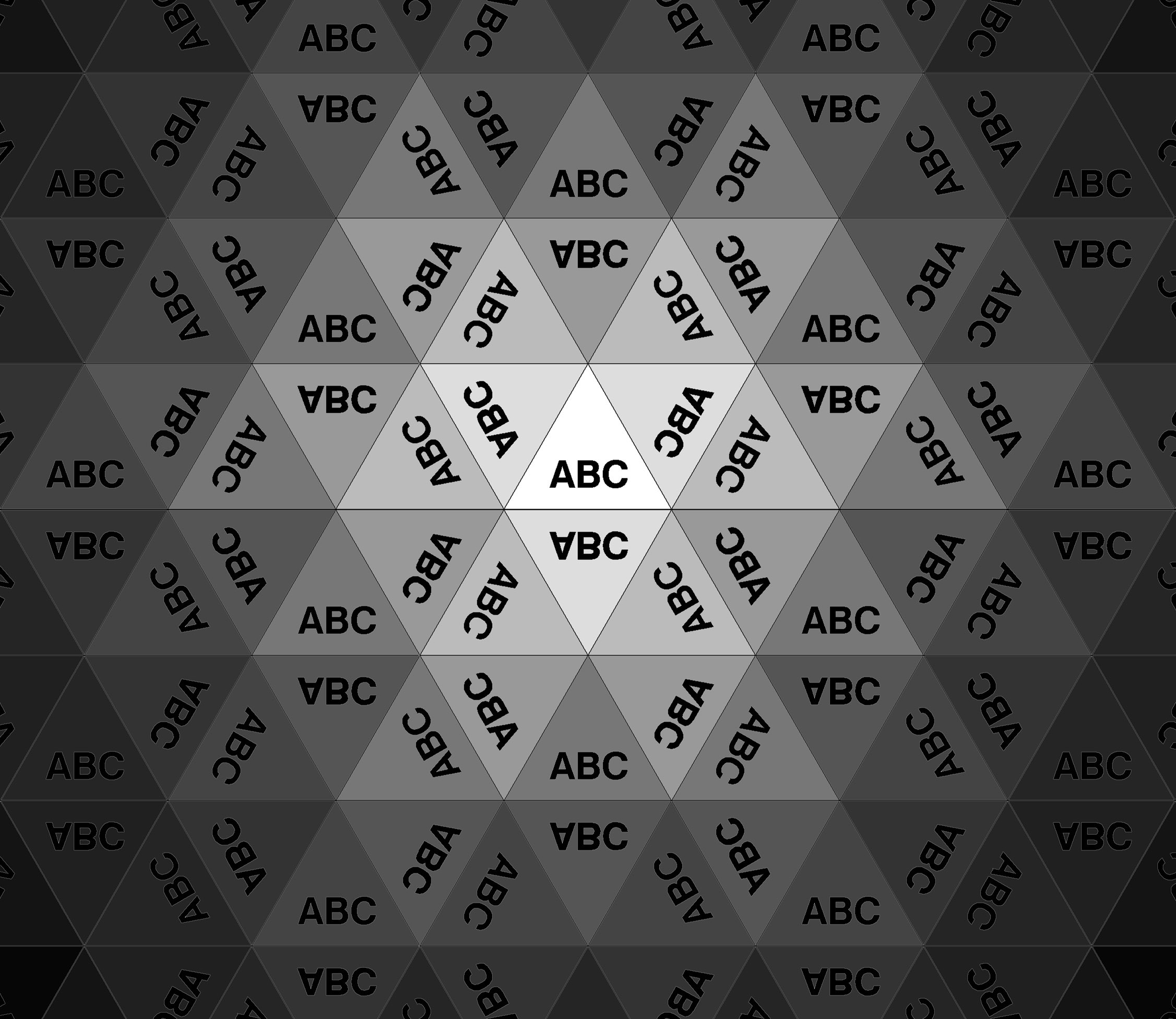
Схема отражений в равносторонней призме
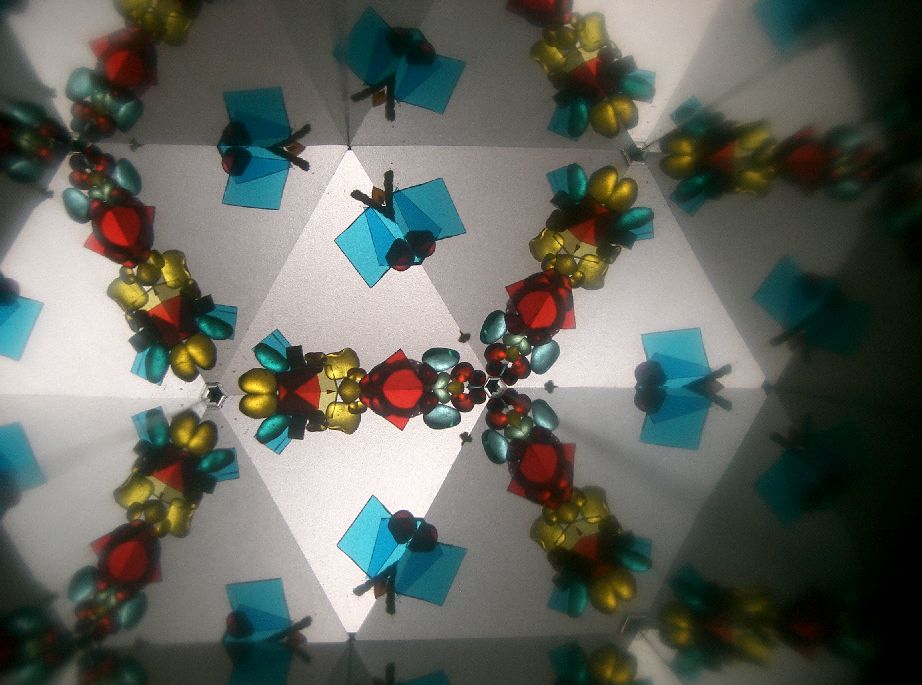
Узор в равносторонней призме

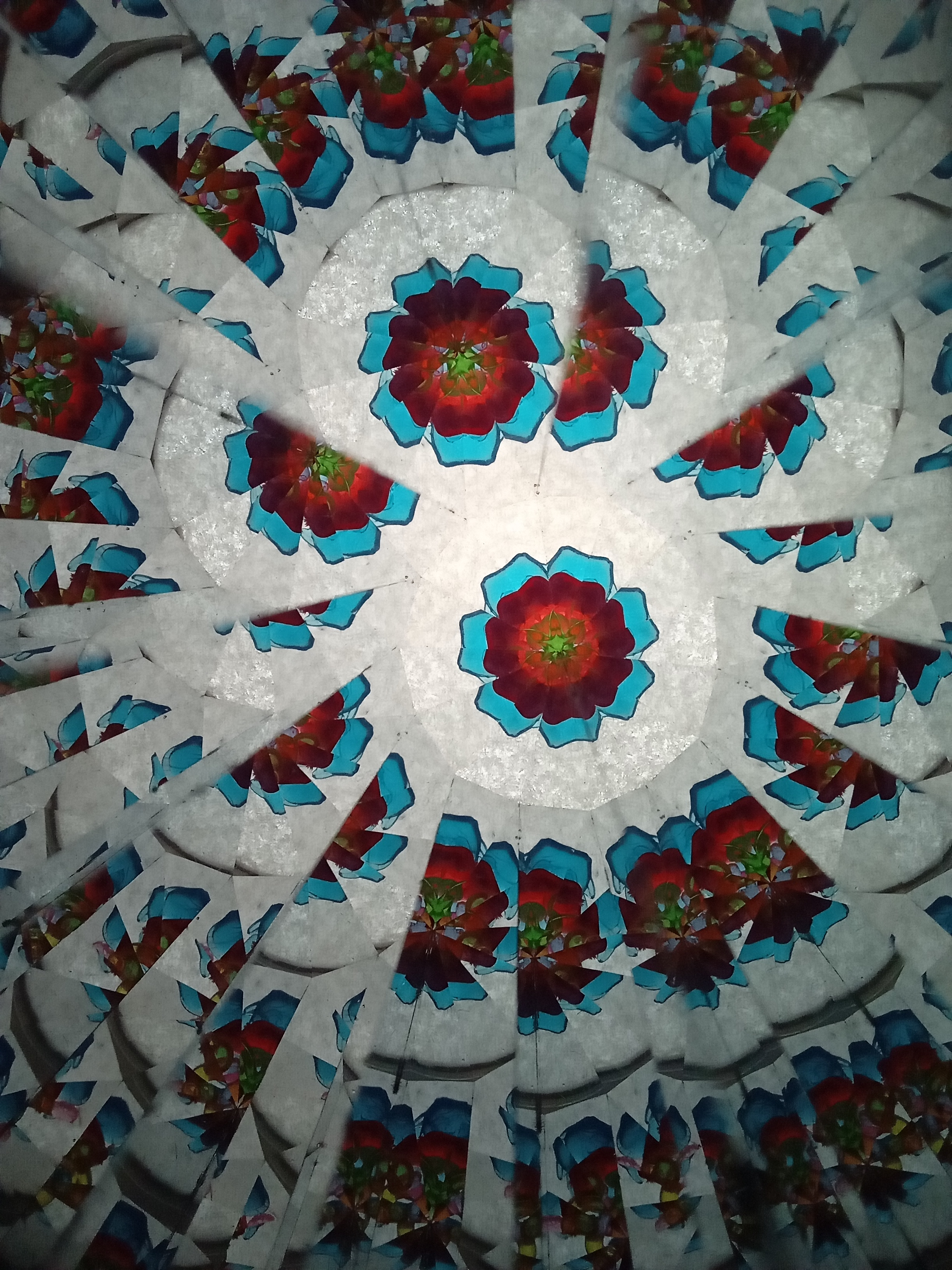
Узор в равнобедренной призме с вершинным углом n=7

Чтобы все отражения в призме были целыми, без взаимных наложений, угол (α) между зеркалами должен быть равен 180°/n, где n — натуральное число, равное или больше двойки. В этом случае цельность отражений не будет зависеть от местоположения точки наблюдения относительно зеркал. Это основное свойство калейдоскопа, правило цельности.
Угол (α) в зеркалах отражается по окружности, поэтому общее количество углов в ней будет 2n или 360°/α. Например 2⋅3=360°/60°=6 углов, из них 1 исходный и 5 отражённых. За счёт чередования в окружности необращённых (как исходный угол) и обращённых (зеркально отражённых) углов, образуется звездообразный узорный элемент с лучами, состоящими из симметрии двух соседних углов (необращённого и обращённого). Количество лучей равно числу n.
В двухзеркальных калейдоскопах (с зеркалами одинакового размера) правилу цельности соответствуют углы (α) равные 90° (n=2), 60° (n=3), 45° (n=4), 36° (n=5), 30° (n=6), ≈25,71° (n=7) и т. д. Изображение состоит только из одной звезды, как правило многолучевой (5—7 лучей) и большой по размеру за счёт широких зеркал. Из-за ограниченности получаемого изображения двухзеркальные калейдоскопы малораспространены. Как правило на их основе делают трёхзеркальные с равнобедренной призмой, дающей более зрелищное широкое поле изображения, несмотря на то, что вокруг основной центральной звезды отображаются её многочисленные фрагменты с нарушенной симметрией, так как углы при основании призмы не соответствуют правилу цельности. Например, при угле в вершине n=7 (≈25,71°) углы при основании будут по n≈2,33 (≈77,14°).
В трёхзеркальных калейдоскопах правило цельности соблюдается полностью только в призмах со следующими комбинациями углов:
- 60°+60°+60° — равносторонняя призма.
- 90°+45°+45° — прямоугольная равнобедренная призма.
- 90°+60°+30°.

Три зеркала в правильном калейдоскопе не просто образуют три угла с тремя видами звёзд, но и создают множество симметричных отражений этих звёзд (Брюстер называет такие калейдоскопы полицентральными). Чем больше длина зеркал в призме превышает их ширину, тем большее количество звёзд отображается в калейдоскопе, при этом также будет больше выражено затемнение изображения, усиливающееся по мере увеличения количества отражений от центра к периферии.
Правилу цельности соответствует и четырёхзеркальный калейдоскоп с прямоугольной призмой, однако он не используется из-за менее красивых узоров, состоящих только из двух-лучевых звёзд.